# Acalypha dictyoneura
Acalypha dictyoneura är en törelväxtart som beskrevs av Johannes Müller Argoviensis. Acalypha dictyoneura ingår i släktet akalyfor, och familjen törelväxter.

## Underarter
Arten delas in i följande underarter:
- A. d. dictyoneura
- A. d. reducta